# 바르바라 크라우제
바르바라 크라우제(독일어: Barbara Krause, 1959년 7월 7일 ~ )는 동독 출신의 수영 선수이다. 그녀의 남편 루츠 와냐 역시 독일의 올림픽 수영 선수이다.
동베를린에서 태어난 크라우제는 올림픽 3관왕이며, 8회의 세계 기록 보유자였다. 1980년 모스크바 올림픽에서 그녀는 100m-200m 자유형과 400m 자유형 계주에서 3개의 금메달을 획득하였다.

## 동독의 도핑 체제
당시 많은 동독의 선수들처럼 크라우제는 슈타지의 명령 아래 코치들에 의하여 도핑되었다. 1976년 몬트리올 올림픽이 열릴 무렵, 팀의 의사들이 자신의 마약 복용을 오산하여 경기에서 도핑이 실증될 것 같은 걱정이 된 이유로 동독 수영 팀으로부터 강제로 나와야 했다.
그녀의 두 자식은 둘다 일그러진 발과 태어났으며, 자신의 약물 복용에 결과를 돌렸다.